# Grande Dépression (1873-1896)
Pour la crise économique de 1929, voir Grande Dépression.
La Grande Dépression, ou plus exactement Grande Déflation, est une période de ralentissement économique mondial entre 1873 et 1896 qui démarre par un épisode brutal, la crise bancaire de mai 1873, laquelle n'est cependant pas l'origine ou la cause de ce phénomène. 
Après la crise de 1929, l'expression Grande Dépression devient inadéquate. Surtout, cette locution ne révèle absolument pas la réalité économique de cette période. Le terme de Longue Dépression lui a été préféré. Cependant, les deux expressions de Grande Dépression ou Longue Dépression sont aujourd'hui jugées impropres car il s'agit d'un ralentissement économique ou d'une stagnation économique, ponctué par des périodes de déflation et non d'une dépression, puisque le produit national brut continuait à croître de 1880 à 1896[réf. nécessaire].
Il faut raccorder cette période aux profondes mutations industrielles d'alors, qui perturbent le champ économique et provoquent de forts mouvements de capitaux se dirigeant vers de nouveaux secteurs d'avenir. Entre 1870 et 1910, le volume de la production mondiale double.

## Contexte
La Grande Dépression a été précédée par un double mouvement de spéculation immobilière et de spéculation boursière découlant de la libéralisation bancaire des années 1870 dans plusieurs pays d'Europe. Dans les Empires austro-hongrois et français et dans le Royaume de Prusse, les monarques appuient la création d'« une série de nouvelles institutions qui se sont mises à émettre des prêts hypothécaires dans les domaines de la construction municipale et résidentielle ». Le secteur immobilier explose à Paris, Vienne et Berlin. Les financiers n'hésitent pas à s'endetter pour investir dans la construction en se fondant sur l'envolée des prix immobiliers pour rentabiliser leurs investissements.
En 1871, la guerre franco-prussienne de 1870 se termine par le traité de Francfort qui contraint la France à payer de lourdes indemnités de guerre à l'Allemagne. La France est privée de son or, qui gonfle artificiellement le crédit en Allemagne et déclenche la crise bancaire de mai 1873. Des produits financiers assurant un rendement constant aux actionnaires apparaissent, créés notamment par le Crédit mobilier.
Aux États-Unis, les compagnies ferroviaires, plus nombreuses, prennent de gros risques pour se concurrencer par les coûts et les prix, tout en garantissant des profits constants aux actionnaires. La seconde révolution industrielle et ses innovations technologiques permettent aussi aux États-Unis de produire du blé en grandes quantités et à moindre coût, ce qui change le cours de l'histoire de la culture des céréales. En 1871, le Royaume-Uni, premier importateur mondial de blé, décide de ne plus s'approvisionner en Europe centrale et en Russie mais outre-Atlantique, ce qui provoque la panique sur les marchés européens.

## Déroulement

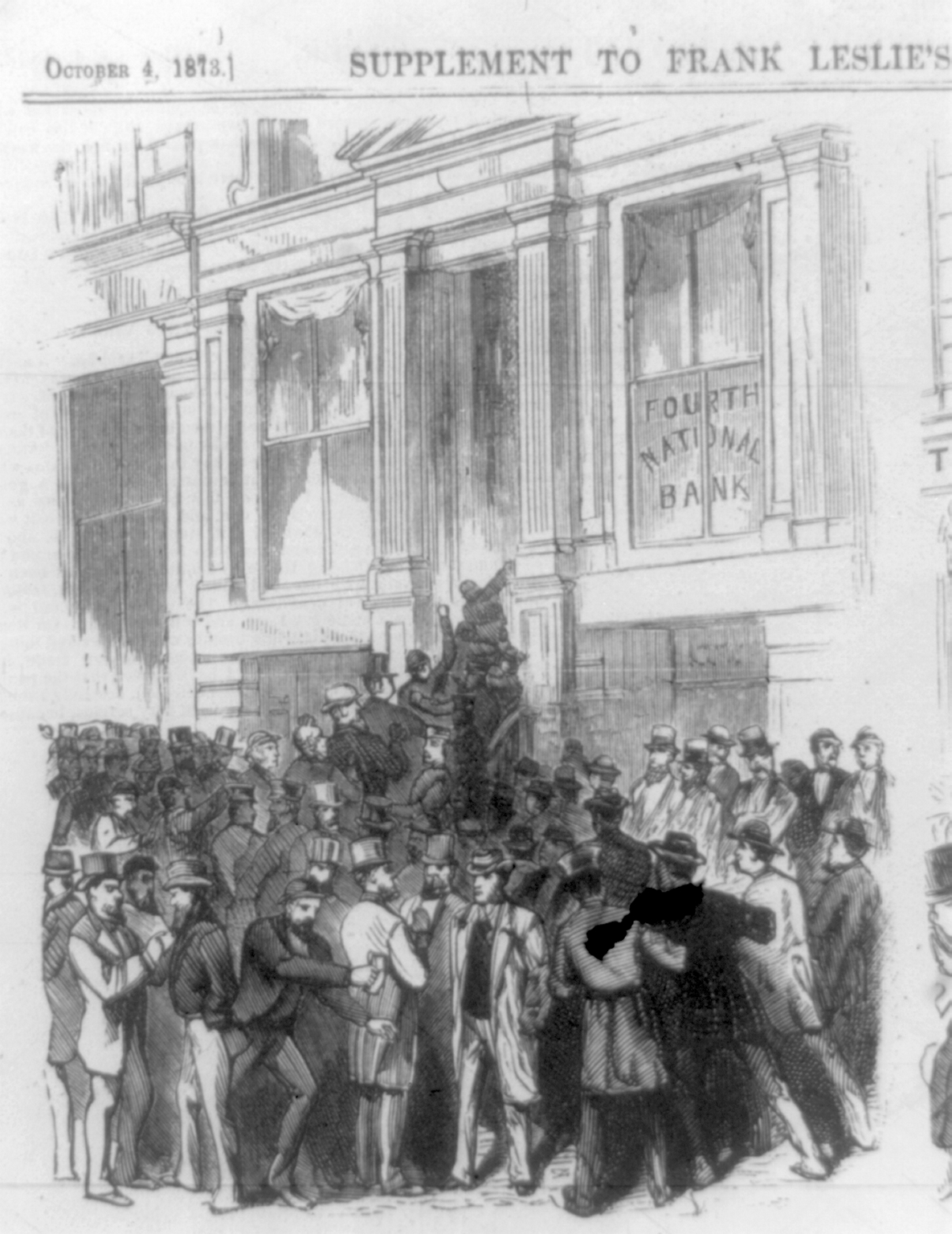
Panique bancaire à la Fourth National Bank, au 20 Nassau Street, New York, 1873. Image tirée du Frank Leslie's Illustrated Newspaper, 4 octobre 1873.

Le 12 février 1873, l'argent-métal cesse d'être l'étalon monétaire de référence du dollar, après le vote par le Congrès américain du Coinage Act de 1873, qui dispose que la monnaie américaine s'appuie désormais sur l'étalon-or. Les cours mondiaux de l'argent-métal chutent mais principalement à cause d'une hausse massive de la production. Plusieurs pays européens, le Japon, la Chine emploient encore l'argent comme base monétaire.
La crise bancaire de mai 1873 démarre le vendredi 9 mai à la Bourse de Vienne, qui réagit à la faillite de centaines de banques autrichiennes, qui sont incapables de récupérer leurs créances hypothécaires sur l'immobilier. Elle s'étend à Paris et Berlin et déclenche une récession rapide. Les banques européennes manquent de liquidités et ne se font plus confiance, ce qui rend extrêmement coûteux les prêts interbancaires.
Le krach se propage à la Bourse de New York, où la bulle spéculative ferroviaire se dégonfle. La banque d'affaires du financier Jay Cooke, composant majeur de l'économie américaine, annonce qu'elle n'est plus en mesure d'apporter son appui à la Northern Pacific Railway. La compagnie fait faillite le 18 septembre, ainsi que la Jay Cooke & Company, bientôt suivie par l'Union Pacific. Wall Street est contrainte de fermer pendant dix jours à partir du 20 septembre. La Northern Pacific réussit cependant à finir le 16 décembre le tracé menant au port de Tacoma, au bord du Pacifique. Cependant, son lourd endettement l'asphyxie, et elle doit provisoirement déposer le bilan le 30 juin 1875.
La période de crise rompt avec la forte croissance économique mondiale des années 1850, qui s'était prolongée dans les années 1860 par des investissements immobiliers massifs dans les métropoles en expansion : Vienne, Berlin, New York, San Francisco et Paris, avec les tracés du baron Haussmann. Les grandes banques d’affaires venaient de connaître un développement sans précédent. Quelques années plus tôt, certains établissements bancaires importants avaient déjà fait faillite comme le Crédit mobilier des Frères Pereire en France en 1867, et un premier Black Friday, le 11 mai 1866, avait secoué la Bourse de Londres.
La crise se répercute sur la sidérurgie en Europe et les chemins de fer aux États-Unis. Au total, 89 compagnies de chemin de fer américaines sur 364 font faillite. Après une petite embellie en 1878, elle s'aggrave au début des années 1880. La spéculation sur les chemins de fer en France et aux États-Unis provoque des krachs, respectivement en 1882 et 1884, et entraînent la disparition de certaines autres banques d’affaires dont l'Union générale en France. Enfin, en 1890, l'une des plus célèbres banques britanniques, la Barings, dépose provisoirement le bilan du fait de placements spéculatifs à l’étranger.  
La crise économique touche particulièrement l'agriculture, les industries du lin et du bois et les industries alimentaires. Dans l'agriculture, les prix chutent fortement. Pourtant la crise est d'une ampleur variable selon les pays. Au Royaume-Uni, le revenu par tête continue de croître pendant cette période et plus rapidement que durant la première moitié du siècle, grâce à la diminution des prix des produits importés. L'industrie connait d'abord de sérieuses difficultés, mais les années 1880 sont globalement une phase d'expansion.
Les chiffres officiels font état d'un million de chômeurs sur une population de 45 millions de personnes. Dans les faits, les chômeurs seraient plutôt autour des 3 millions. Les vagabonds sont donc de plus en plus nombreux et sont persécutés par des milices organisées par les plus fortunés. Le vice-président de la Pennsylvania Railroad Alexander Cassat organise sa propre milice pour chasser tous les vagabonds de l’État.

### Grèves et conflits sociaux
En 1874, une manifestation à New York rassemblant des milliers de chômeurs, pourtant officiellement autorisée, est brutalement dispersée par la police. À Chicago, en juillet 1877, environ 10 000 adjoints spéciaux, policiers et soldats poursuivent la répression pendant deux jours, provoquant 50 morts et une centaine de blessés graves parmi les grévistes. La presse adopte une attitude radicalement hostile aux grévistes, et le rédacteur en chef du Chicago Times suggère ainsi « une petite dose de strychnine ou d'arsenic » pour tous les ouvriers grévistes et vagabonds.
Le 21 juillet 1877, une journée après l’émeute sanglante de Baltimore au cours de laquelle neuf travailleurs des chemins de fer avaient été tués par la milice du Maryland, les ouvriers de Pittsburgh entamèrent une grève de soutien. Les autorités font intervenir 600 soldats des troupes fédérales, qui ouvrent le feu sur les piquets de grève tuent 20 travailleurs et en blessent des centaines d'autres. Des milliers de travailleurs agricoles rejoignent les grévistes et, après des combats urbains, expulsent les troupes de la ville. L'agence d'Allan Pinkerton collabore à la répression des grèves du chemin de fer et mouvements sociaux de 1877. Pour lui, toutes les grèves et manifestations étaient alors le fait des communistes. Il adopte une attitude radicalement anti-ouvrière et décrit les chômeurs et vagabonds comme une « race de hyènes humaines ».
Dans les mines de charbons de Pennsylvanie, les salaires des mineurs passent de 18,20 $ par semaine en 1869 à 9,20 $ en 1877. De nombreux travailleurs sont lourdement endettés auprès de leur compagnie, qui après la déduction du prix des outils, de l'alimentation et du loyer, leur remet souvent des bulletins de paye négatifs. Une grève est alors déclenchée : 26 mineurs sont arrêtés et incarcérés pour association de malfaiteurs. Les compagnies font également interdire le syndicat des mineurs par les tribunaux. Dans un rapport ultérieur à ses actionnaires, Franklin Gowen, le président de la Reading Company, indiquera avoir dépensé 4 000 000 $ pour briser la grève. Les Molly Maguires ripostent en sabotant la production et en incendiant des bureaux. En raison de ces événements, Gowen obtient l'intervention de la milice de l’État. Avec l'aide de cette dernière et de l'agence Pinkerton, il fait disperser les rassemblements ouvriers et trois dirigeants syndicaux seront assassinés par l'agence Pinkerton ou par des tueurs engagés par Gowen. Un agent des Pinkerton, James McParland, s'infiltre au sein de la société secrète et dénonce 347 Mollies présumés, dont 20 seront pendus.
À Scranton, des hommes d'affaires, commerçants et membres des professions libérales forment le Scranton Citizen's Corps, dirigé par le maire, qui était également directeur général de la Lackawanna Iron and Coal Company. Après avoir délibérément augmenté massivement les prix de tous les commerces de la région, contraignant les grévistes et chômeurs à voler des réserves alimentaires, la milice put répliquer en attaquant les grévistes. Des dizaines de travailleurs et de miliciens, comme le maire, furent tués dans les affrontements qui suivirent et entraînèrent l'intervention de l'armée fédérale. L’enquête révèlera que la milice était entièrement responsable des violences, mais ses membres seront acquittés.

## Politiques de lutte
La dépression des années 1880 se déroule dans un contexte de libéralisme économique mais non de libre-échange à cause de la forte concurrence exercée par les nouveaux pays sur les marchés mondiaux. Les producteurs agricoles européens ne sont pas assez compétitifs pour faire face à la concurrence des fermiers canadiens et américains et aux importations de viande en provenance d'Australie et de Nouvelle-Zélande. L'Allemagne adopte en 1879 un tarif douanier très élevé, le tarif Bismarck, qui impose des droits de douane sur les produits agricoles et industriels, le pays refusant de suivre l'exemple britannique de sacrifier son agriculture pour favoriser le développement de son industrie. Les Britanniques restent fidèles à leur tradition libre-échangiste et n'imposent pas de douanes.
La Grande Dépression n'est pas à l'origine d'une intervention plus marquée de l'État. La lutte contre la crise reste limitée à l'adoption de législations pour la réglementation bancaire et la préservation de la concurrence. Ainsi, aux États-Unis, l'Interstate Commerce Act (1887) interdit aux entreprises de chemins de fer de pratiquer le dumping (ventes à prix inférieurs aux coûts de production) et le partage des marchés. En France, est lancé à partir de 1879 le plan Freycinet, qui prévoit le développement des transports dans tout le pays. Ce plan distribue des crédits aux compagnies privées de chemin de fer et incite à la création de nouvelles lignes.
Les sentiments anti-immigrants se renforcent à nouveau, et les Partis républicain et démocrate américains intégrèrent à leurs programmes électoraux des mesures anti-chinoises. En 1879, les électeurs de la Californie votent à 94 % contre la présence d'immigrants chinois. En 1882, le Congrès fédéral adopte le Chinese Exclusion Act, qui interdit l'immigration chinoise pour dix ans et proscrit la naturalisation des Chinois présents aux États-Unis.

## Conséquences
La dépression économique durera jusqu'au milieu des années 1890 : 1893 ou 1896, selon les références. Cette longue stagnation (il ne s'agit pas ici d'une chute de la production comme lors des années 1930 mais d'un marasme économique) s'accompagne de crises plus brèves liées en partie aux détournements des banques vers les placements de court terme voire spéculatifs. Face à la crise, les grandes entreprises se concentrent afin de maintenir leurs profits, formant des cartels en Allemagne et des trusts aux États-Unis. Cette stratégie est fortement encouragée en Allemagne, qui connaissait une certaine prospérité et comblait son retard en dépassant la France et rattrapant le Royaume-Uni sur le plan industriel. Aux États-Unis, ces trusts seront combattus dès la fin de la crise par la Sherman Anti-trust Act (1890).
En plus de la concentration, l'autre conséquence majeure de la crise est l'arrêt soudain de la première expérience de libéralisation des échanges internationaux. Depuis le traité de libre-échange de 1860 entre le Royaume-Uni et la France, les pays industrialisés d'Europe occidentale multipliaient les traités de libre-échange bilatéraux, tout en s’accordant la clause de la nation la plus favorisée, qui avait des effets multilatéraux. Pour protéger leurs entreprises dans un contexte de crise, les pays relèvent leurs tarifs douaniers. Par exemple, les tarifs Méline en France calment les agriculteurs ; le tarif McKinley élève les tarifs américains à 49 % en 1890 (57 % en 1897). Seul le Royaume-Uni, terre promise du libéralisme, conserve unilatéralement le libre-échange. Pour trouver de nouveaux débouchés, les nations européennes se lancent dans une nouvelle vague de colonisation. Jules Ferry l’explique à la Chambre des députés : « La politique coloniale est fille de la politique industrielle ».
En 1877, les salaires chutent de 25 %. Pendant les années 1880, un ouvrier américain travaille généralement de 12 à 18 heures par jour.
La crise de 1873-1896 s’inscrit dans le mouvement des cycles économiques longs décrits par Nikolaï Kondratiev et expliqués par Joseph Schumpeter en 1911 dans sa Théorie de l’évolution économique. Cette période correspondrait selon cette théorie à la phase B (creuse) d'un cycle long : les innovations de la précédente période de croissance, dans la métallurgie, les chemins de fer ou la chimie, ne suffisent plus à assurer les profits des entrepreneurs. Pour Joseph Schumpeter, de nouvelles innovations sont nécessaires pour que les entreprises puissent, encore, prospérer. Toutefois, de nombreuses inventions sont porteuses d'espoir d’innovation pour une future période de croissance : électricité, automobile, pétrole, premiers essais de l'aviation mais aussi, avec les débuts du phonographe et du cinématographe, l'industrie culturelle avec l'arrivée de sociétés comme Pathé et Gaumont. Ces nouvelles activités prendront leur essor lors de la Seconde révolution industrielle.